# Szeptem (utwór)
Szeptem – piosenka Ludmiły Jakubczak, napisana w 1961 roku, wydana w tym samym roku na albumie 1000 taktów z Ludmiłą Jakubczak. Autorem słów do utworu był Jacek Korczakowski, zaś muzykę skomponował Jerzy Abratowski. 
Pierwszą wykonawczynią utworu była Ludmiła Jakubczak. Piosenka pojawiła się na albumie Konkurs na polską piosenkę, zawierającym propozycje polskie na 1. Międzynarodowy Festiwal Piosenki w Sopocie. Ostatecznie utwór został jednak zaprezentowany podczas 2. edycji festiwalu, gdzie wykonała go czechosłowacka piosenkarka Hana Hegerová, zdobywając ostatecznie drugie miejsce. 
Piosenkę tę wraz ze swoim repertuarem wykonywali między innymi Andrzej Dąbrowski, Ewa Bem, Hanna Banaszak, Danuta Rinn, Danuta Błażejczyk, Kasia Rodowicz, Anna Maria Jopek i Marcin Świetlicki z zespołem Czarny Kisiel. Znane były również aktorskie wykonania piosenki, między innymi Olgi Bończyk, Tomasza Stockingera, Małgorzaty Kożuchowskiej oraz Kacpra Kuszewskiego.